# Ctenotus youngsoni
Ctenotus youngsoni este o specie de șopârle din genul Ctenotus, familia Scincidae, descrisă de Storr 1975. Conform Catalogue of Life specia Ctenotus youngsoni nu are subspecii cunoscute.